# 후지요시 하루미
후지요시 하루미(일본어: 藤吉晴美)는 일본의 만화 및 애니메이션 《안녕, 절망선생》의 등장인물이다. 성은 "동인녀"를 뜻하는 일본어인 "후죠시(腐女子)"에서 따오고, 이름은 1996년까지 코믹 마켓이 열린 "하루미 항(晴海埠頭)"에서 따온 것으로 추측된다.

## 외관
- 학생의 신분이라 평소때는 교복을 입고다닌다. 코스프레도 한다.
- 헤어스타일은 펌이 들어간 단발. 뒷머리가 길다.
- 키는 160 cm 전후로 추정된다.
- 가슴크기는 작중에서 보통수준.
- 전체적으로 라인이 잡힌 몸매를 가지고 있다.
- 눈매는 동글동글하지만 날카로운 눈썹이다.

## 성격
- 평소에는 무뚝뚝하고 조용한 성격이다. 하지만 자신의 취미를 비판하거나 과거의 암흑을 건드렸을 경우 매우 사납게 돌변한다.
- 오타쿠이다. 애니메이션과 만화를 좋아하고 작중에서는 동성애 만화를 읽는 장면이 자주 나온다.
  - 하지만 자신 또한 남성 오타쿠들을 싫어한다.

## 특징
일본 도쿄 코이시카와 구에 소재한 고등학교의 2학년 헤(4)반에 재학 중이다. 출석번호는 28번. 성적은 보통 수준.

### 가정
작품 내에서는 현재까지 어머니와 3명의 오빠가 등장했다. 남매가 전부 오타쿠이며, 본인은 오빠들과 동격 취급당하는 것을 싫어한다. 어머니는 상당히 시원시원한 성격.
- 본래 후지요시 하루미는 낳을 생각이 없었으나, 임신 사실을 알았을 땐 이미 4개월이라 낳고 말았다.

## 특기

### 만화
만화와 애니메이션을 아주 좋아해, 즐겨보고 자신 또한 동인 활동으로 그려낸다. 마을 신문에 4컷만화를 연재하기도 한다. 딱히 만화가 아니더라도, 기본적으로 그림은 잘 그리는 것 같다.

### 신체능력
보통 여고생이라곤 생각되지 않을 만큼 전체적으로 뛰어난 신체능력을 가지고 있다. 전철이 멈췄을 때, 아키하바라에서 아리아케까지(약 8 km) 숨한번 헐떡이지 않고 뛰어갔으며, 어렸을 때부터 철봉오르기도 가장 먼저 해냈고 반에서 가장 빠르다. 또한 전화번호부 크기의 코믹마켓 카탈로그를 양손에 들고 휘두를 수 있는 근력을 가졌다.

#### 스포츠 만능
모든 스포츠에 탁월한 재능을 가지고 있으나, 본인은 만화 그리기를 좋아하기 때문에 발휘되지 않고있다.

## 그 외
- 작중의 등장 인물 키츠 치리와는 어렸을 때부터 알고 지냈으며, 각별한 사이인 것 같다.
- 제멋대로 카이조의 오타쿠 등장 인물인 칸자키 미치코의 영향을 많이 받았다.